# Deadpool 2
Deadpool 2 – amerykański fantastycznonaukowy film akcji z 2018 roku na podstawie serii komiksów o antybohaterze tej samej nazwie wydawnictwa Marvel Comics. Za reżyserię filmu odpowiadał David Leitch na podstawie scenariusza Rhetta Reese’a i Paula Wernicka. Tytułową rolę zagrał Ryan Reynolds, a obok niego w głównych rolach wystąpili: Josh Brolin, Morena Baccarin, Julian Dennison, Zazie Beetz, T.J. Miller, Brianna Hildebrand i Jack Kesy.
Główny bohater filmu, Deadpool, tworzy X-Force, aby ochronić młodego mutanta przed podróżującym w czasie żołnierzem o imieniu Cable.
Światowa premiera Deadpoola 2 miała miejsce 10 maja 2018 roku w Londynie. W Polsce film zadebiutował 18 maja tego samego roku. Film zarobił ponad 780 milionów dolarów przy budżecie 110 milionów i otrzymał przeważnie pozytywne oceny od krytyków. 12 grudnia tego samego roku w kinach pokazana została przemontowana wersja filmu z niższą kategorią wiekową, zatytułowana Był sobie Deadpool (oryg. Once Upon a Deadpool). Deadpool 2 jest jedenastą produkcją wchodzącą w skład franczyzy uniwersum filmowego osadzonego w świecie X-Men i kontynuacją filmu Deadpool z 2016 roku. W przygotowaniu była też trzecia część przygód oraz spin-off X-Force, jednak wskutek powrotu praw do postaci w 2019 roku do Marvel Studios projekty te zostały anulowane. Na 2024 rok zapowiedziany został Deadpool & Wolverine z Reynoldsem w roli głównej jako część franczyzy Filmowego Uniwersum Marvela.

## Streszczenie fabuły
Po dwóch latach walki z przestępczością zorganizowaną jako najemnik Deadpool, Wade’owi Wilsonowi nie udaje się zabić jednego ze swoich celów w rocznicę związku ze swoją dziewczyną, Vanessą. Tej nocy, po tym, jak para postanawia założyć rodzinę, Wade zostaje namierzony przez swój cel, który przypadkowo zabija Vanessę. Wade zabija wszystkich jego ludzi w zemście. Obwinia się za śmierć Vanessy, a sześć tygodni później próbuje popełnić samobójstwo, wysadzając się w powietrze. Wade doświadcza wówczas wizji Vanessy w zaświatach. Fragmenty jego ciała pozostają żywe i zostają złożone z powrotem przez Colossusa. Wade’owi pozostaje tylko żeton, który był prezentem rocznicowym i jest jedyną pamiątką po Vanessie.
Doszedłszy do siebie w siedzibie X-Menów Wade niechętnie zgadza się do nich dołączyć. Sądzi, że Vanessa by tego chciała. On, Colossus i Negasonic Teenage Warhead reagują na konflikt w sierocińcu między władzami, a niestabilnym młodym mutantem, Russellem Collinsem. Wade odkrywa, że Russell został wykorzystany przez pracowników sierocińca i zabija jednego z członków personelu. Colossus powstrzymuje go przed zabiciem kogokolwiek innego, a Wade i Russell zostają aresztowani. Skrępowani obrożami, które tłumią ich moc, trafiają do więzienia dla zmutowanych przestępców. Tymczasem Cable, cybernetyczny żołnierz z przyszłości, cofa się w czasie, aby zabić Russella.
Cable włamuje się do więzienia i atakuje Russella. Wade, którego obroża pęka podczas walki, stara się go obronić. Cable zabiera żeton Vanessy, a Wade i Cable wydostają się z więzienia. Wcześniej Russell podsłuchuje, jak Wade zaprzecza, że dba o niego. Ponownie bliski śmierci Wade ma kolejną wizję Vanessy, która przekonuje go, aby pomógł Russellowi. Wade zakłada drużynę o nazwie X-Force, by uwolnić Russella z konwoju więziennego i ochronić go przed Cablem. Drużyna atakuje konwój z powietrza, ale wszyscy członkowie z wyjątkiem Wade’a i Domino giną podczas lądowania. Podczas walki z Cable’em, Russell uwalnia współwięźnia, Juggernauta, który zgadza się pomóc Russellowi zabić dyrektora sierocińca. Juggernaut niszczy konwój, rozrywa Wade’a na pół i razem z Russellem uciekają.
Podczas rekonwalescencji Wade’a Cable oferuje mu oraz Domino współpracę w powstrzymaniu Russella przed zabójstwem dyrektora. Okazuje się, że wskutek tego incydentu Russell stał się w przyszłości seryjnym mordercą, który spali żywcem rodzinę Cable’a. W sierocińcu zostają obezwładnieni przez Juggernauta, a Wade postanawia zaatakować dyrektora. Na miejscu pojawia się Colossus, który wcześniej odmówił pomocy Wade’owi i odwraca uwagę Juggernauta. Kiedy Wade ponosi klęskę w rozmowie z Russellem, Cable postanawia do niego strzelić. Wade, mając na sobie obrożę hamującą swoje moce, rzuca się, aby go ochronić. Umiera i łączy się z Vanessą w zaświatach. Widząc jego poświęcenie, Russell oszczędza dyrektora. Dzięki temu zmienia się przyszłość, w której rodzina Cable’a nadal żyje. Cable, wykorzystując ostatni ładunek swojego urządzenia do podróży w czasie, którego potrzebował do powrotu do rodziny, cofa się o kilka minut i przypina żeton od Vanessy na wysokości serca Wade’a, dzięki czemu Wade przeżywa strzał. Następnie dyrektor sierocińca zostaje rozjechany przez taksówkarza Dopindera, przyjaciela Wade’a.
W trakcie napisów końcowych Negasonic Teenage Warhead i jej dziewczyna Yukio naprawiają urządzenie do podróży w czasie. Wade używa go, aby uratować życie Vanessy i członka X-Force, Petera; zabija wersję Deadpoola z X-Men Geneza: Wolverine, jak i Ryana Reynoldsa, który rozważa udział w filmie Green Lantern.

## Obsada
| Polski dubbing |
| • Michał Zieliński jako Wade Wilson / Deadpool • Szymon Kuśmider jako Nathan Summers / Cable • Laura Breszka jako Vanessa • Maciej Falana jako Russell Collins / Firefist • Anna Szymańczyk jako Neena Thurman / Domino • Paweł Iwanicki jako Jack Hammer / Weasel • Julia Chatys jako Negasonic Teenage Warhead • Krzysztof Brzazgoń jako Black Tom Cassidy |

- Ryan Reynolds jako Wade Wilson / Deadpool, najemnik, który z powodu nowotworu poddaje się eksperymentalnemu programowi mutacyjnemu powodującemu regenerację, ale również oszpecenie[4].
- Josh Brolin jako Nathan Summers / Cable, mutant, żołnierz, który podróżuje w czasie[5].
- Morena Baccarin jako Vanessa, narzeczona Wade’a Wilsona i prostytutka[6].
- Julian Dennison jako Russell Collins / Firefist, młody mutant ścigany przez Cable’a[7][8].
- Zazie Beetz jako Neena Thurman / Domino, najemniczka, mutantka, która ma zdolność manipulowania szczęściem[9].
- T.J. Miller jako Jack Hammer / Weasel, przyjaciel Wilsona i właściciel baru, którego klientami są głównie najemnicy[10].
- Brianna Hildebrand jako Negasonic Teenage Warhead, mutantka należąca do X-Men, która ma zdolność generowania eksplozji wokół swego ciała[11][12].
- Jack Kesy jako Black Tom Cassidy, mutant, który ma umiejętność manipulowania energią poprzez rośliny[13].

W filmie wystąpili również: Stefan Kapičić jako Peter Rasputin / Colossus, mutant mający zdolność zamienienia swojego ciała w metal, członek X-Men; Karan Soni jako taksówkarz Dopinder; Leslie Uggams jako Blind Al, starsza i niewidoma kobieta, współlokatorka Deadpoola; Shioli Kutsuna jako Yukio, mutantka i dziewczyna Negasonic Teenage Warhead oraz Eddie Marsan jako dyrektor sierocińca.
Pozostałych członków drużyny X-Force zagrali: Terry Crews jako Bedlam, Lewis Tan jako Shatterstar, Bill Skarsgård jako Zeitgeist, Rob Delaney jako Peter i Brad Pitt jako Telford Porter / Vanisher.
W rolach cameo pojawili się: James McAvoy jako Charles Xavier / Profesor X, Evan Peters jako Peter Maximoff / Quicksilver, Tye Sheridan jako Scott Summers / Cyclops i Nicholas Hoult jako Hank McCoy / Beast, którzy powtarzają swoje role z wcześniejszych filmów franczyzy X-Men oraz scenarzyści filmu Rhett Reese i Paul Wernick odpowiednio jako pilot helikoptera stacji telewizyjnej i kamerzysta wiadomości. Reynolds zagrał również Caina Marko / Juggernauta

## Produkcja

### Rozwój projektu

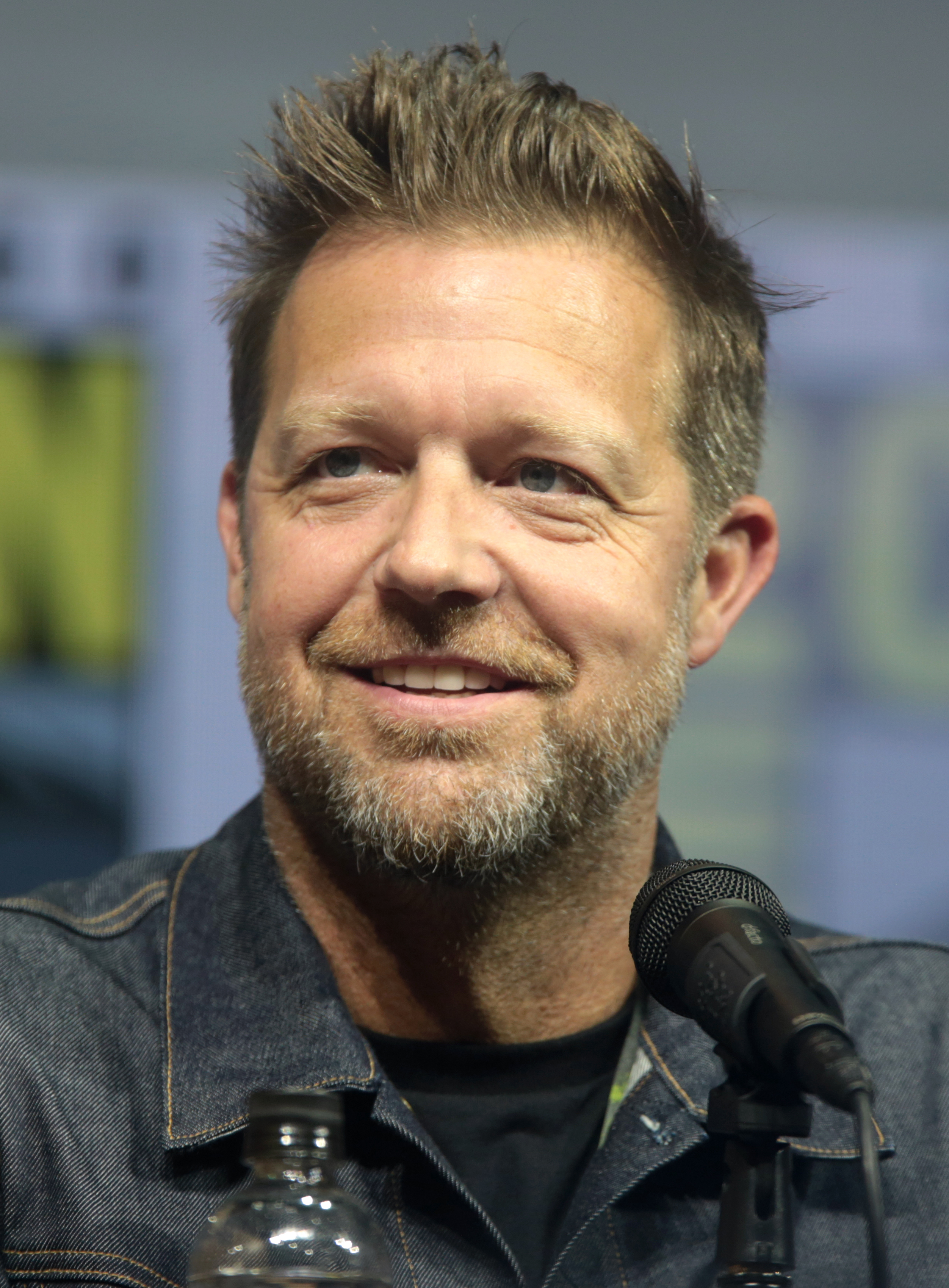
David Leitch, reżyser filmu

We wrześniu 2015 roku Simon Kinberg poinformował, że studio planuje sequel. Na początku lutego 2016 roku 20th Century Fox dało zielone światło dla drugiej części. Do pracy nad scenariuszem zostali zatrudnieni Rhett Reese i Paul Wernick, którzy pracowali nad pierwszą częścią. W kwietniu 2016 roku podczas CinemaCon poinformowano, że powróci cała ekipa produkcyjna z pierwszej części, razem z reżyserem Timem Millerem. W czerwcu tego samego roku Kinberg poinformował, że scenariusz jest prawie ukończony, i że zdjęcia mają rozpocząć się na początku 2017 roku. Pod koniec października Miller zrezygnował z projektu z powodu konfliktu z Ryanem Reynoldsem. W listopadzie na tym stanowisku został zatrudniony David Leitch. W lutym 2017 roku Drew Goddard dołączył do Reese’a i Wernicka jako konsultant kreatywny.
W kwietniu 2017 roku studio ogłosiło oficjalny tytuł Deadpool 2 oraz datę amerykańskiej premiery zaplanowanej na 1 czerwca 2018 roku. W styczniu 2018 roku studio przesunęło datę premiery na maj tego samego roku.

### Casting

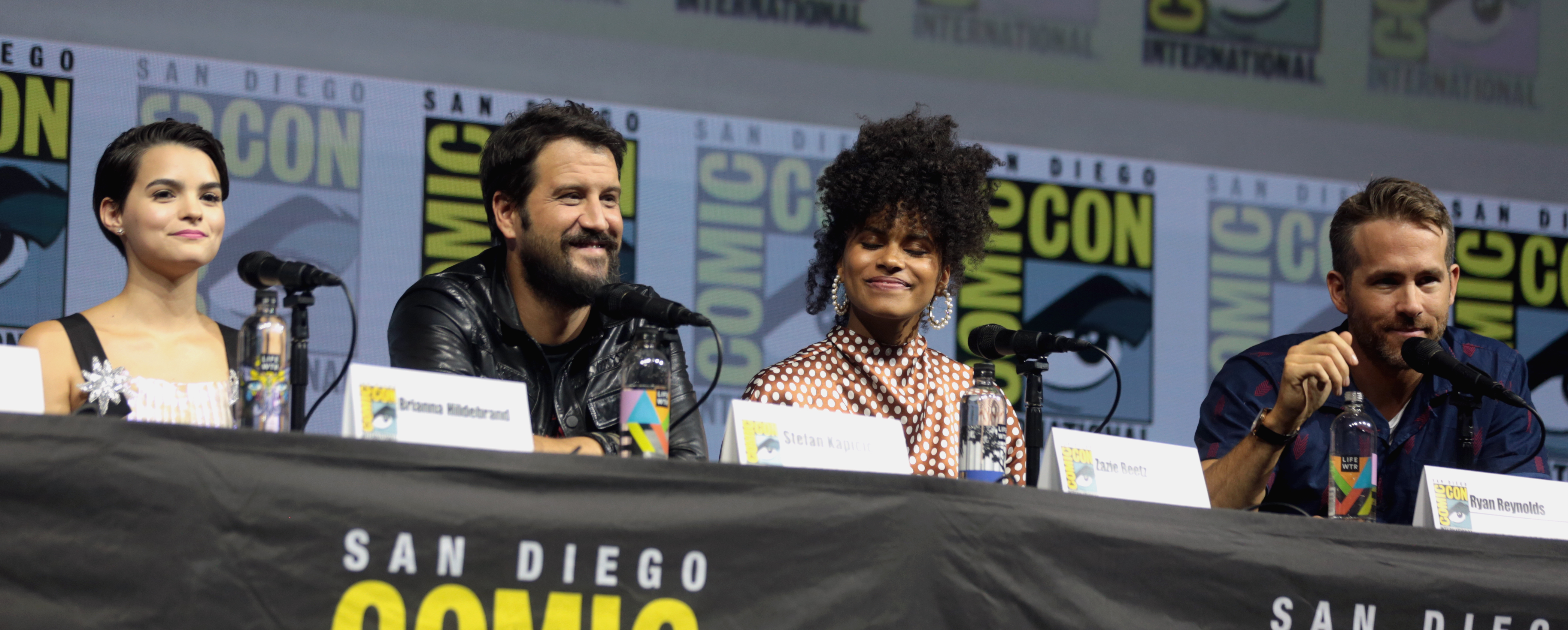
Obsada podczas San Diego Comic-Conu w 2018 roku

We wrześniu 2015 roku poinformowano, że w tytułowej roli powróci Ryan Reynolds. W lutym potwierdzono, że w filmie ma pojawić się również Cable. W październiku 2016 roku do roli Domino były brane pod uwagę Lizzy Caplan, Mary Elizabeth Winstead, Sienna Miller, Sofia Boutella, Stephanie Sigman, Sylvia Hoeks, Ruby Rose, Mackenzie Davis, Eve Hewson i Kelly Rohrbach.
W styczniu 2017 roku poinformowano, że z pierwszej części powrócą Stefan Kapičić jako Colossus, Brianna Hildebrand jako Negasonic Teenage Warhead i Karan Soni jako Dopinder. W marcu ogłoszono, że Zazie Beetz zagra Domino. W tym samym miesiącu Morena Baccarin wyraziła chęć powrotu do roli Vanessy. W kwietniu Josh Brolin został obsadzony w roli Cable’a i Leslie Uggams poinformowała, że powróci jako Blind Al.
W maju 2017 roku poinformowano, że T.J. Miller powtórzy rolę z poprzedniej części jako Weasel oraz że do obsady dołączył Jack Kesy jako Black Tom Cassidy. Natomiast w czerwcu dołączyli Shioli Kutsuna i Julian Dennison. W sierpniu Eddie Marsan poinformował, że zagra w filmie.

### Zdjęcia i postprodukcja
Pierwsze zdjęcia miały miejsce 17 czerwca 2017 roku w zamku Hatley w Kanadzie, który służy jako posiadłość X-Menów w filmach franczyzy. Główne zdjęcia rozpoczęły się 26 czerwca tego samego roku pod tytułem roboczym Love Machine w Vancouver. Za zdjęcia odpowiadał Jonathan Sela, scenografią zajął się David Scheunemann, a kostiumy zaprojektowali Kurt Swanson i Bart Mueller. 14 sierpnia 2017 roku na planie podczas jazdy na motorze zginęła kaskaderka Joi Harris, zastępująca Zazie Beetz. Produkcja filmu została wstrzymana na 2 dni. Zdjęcia do filmu zakończyły się 14 października 2017 roku.
Za montaż filmu odpowiadali Dirk Westervelt, Craig Alpert i Elísabet Ronaldsdóttir. Efekty specjalne przygotowały studia: Framestore, Double Negative, Method Studios i Weta Digital, a odpowiadali za nie Dan Glass i Mike Vézina.

## Muzyka
Po odejściu Tima Millera od projektu twórca muzyki do pierwszej części, Tom Holkenborg, postanowił nie pracować przy sequelu. W październiku 2017 roku Tyler Bates został zatrudniony do skomponowania muzyki do filmu. Album Deadpool 2 (Original Motion Picture Score) został wydany 11 maja 2018 roku przez Sony Classical Records. Album koncepcyjny Deadpool 2 (Original Motion Picture Soundtrack) wydano 18 maja tego samego roku przez Columbia Records. Natomiast 10 sierpnia wydano specjalną wersję Deadpool 2 (Original Motion Picture Soundtrack) [Deluxe – Super Duper Cut] również przez Columbia Records. Utwór „Ashes” w wykonaniu Céline Dion został wydany jako singiel 3 maja tego samego roku, a teledysk do niego wyreżyserował David Leitch.
| Deadpool 2 (Original Motion Picture Score) – 2018 | Deadpool 2 (Original Motion Picture Score) – 2018 | Deadpool 2 (Original Motion Picture Score) – 2018 | Deadpool 2 (Original Motion Picture Score) – 2018 |
| Nr                                                | Tytuł utworu                                      | Autor                                             | Długość                                           |
| ------------------------------------------------- | ------------------------------------------------- | ------------------------------------------------- | ------------------------------------------------- |
| 1.                                                | „X-Men Arrive”                                    | T. Bates                                          | 0:58                                              |
| 2.                                                | „Fighting Dirty”                                  | T. Bates                                          | 2:03                                              |
| 3.                                                | „Hello Super Powers”                              | T. Bates                                          | 0:57                                              |
| 4.                                                | „Escape”                                          | T. Bates                                          | 2:13                                              |
| 5.                                                | „Vanessa”                                         | T. Bates                                          | 1:55                                              |
| 6.                                                | „Weasel Interrogation”                            | T. Bates                                          | 1:11                                              |
| 7.                                                | „Holy S*** Balls”                                 | T. Bates                                          | 1:32                                              |
| 8.                                                | „Mutant Convoy”                                   | T. Bates                                          | 3:59                                              |
| 9.                                                | „The Name is Cable”                               | T. Bates                                          | 1:23                                              |
| 10.                                               | „Sorry for Your Loss”                             | T. Bates                                          | 1:01                                              |
| 11.                                               | „You Can’t Stop this Mother F*****”               | T. Bates                                          | 1:10                                              |
| 12.                                               | „Ice Box”                                         | T. Bates                                          | 1:19                                              |
| 13.                                               | „Docking”                                         | T. Bates                                          | 1:16                                              |
| 14.                                               | „Make the Whole World our B****”                  | T. Bates                                          | 3:15                                              |
| 15.                                               | „Pity D***”                                       | T. Bates                                          | 0:58                                              |
| 16.                                               | „Knock Knock”                                     | T. Bates                                          | 0:51                                              |
| 17.                                               | „Let Me In”                                       | T. Bates                                          | 1:43                                              |
| 18.                                               | „Maximum Effort”                                  | T. Bates                                          | 1:38                                              |
| 19.                                               | „The Orphanage”                                   | T. Bates                                          | 2:57                                              |
| 20.                                               | „Cable Flashback”                                 | T. Bates                                          | 1:23                                              |
| 21.                                               | „Genuine High Grade Lead”                         | T. Bates                                          | 1:53                                              |
| 22.                                               | „Courage Mother F*****”                           | T. Bates                                          | 1:27                                              |
|                                                   |                                                   |                                                   | 37:02                                             |

| Deadpool 2 (Original Motion Picture Soundtrack) – 2018 | Deadpool 2 (Original Motion Picture Soundtrack) – 2018 | Deadpool 2 (Original Motion Picture Soundtrack) – 2018  | Deadpool 2 (Original Motion Picture Soundtrack) – 2018 | Deadpool 2 (Original Motion Picture Soundtrack) – 2018 |
| Nr                                                     | Tytuł utworu                                           | Autor                                                   | Wykonawca                                              | Długość                                                |
| ------------------------------------------------------ | ------------------------------------------------------ | ------------------------------------------------------- | ------------------------------------------------------ | ------------------------------------------------------ |
| 1.                                                     | „Ashes”                                                | P. Martin, J. Smith, Tedd T                             | Céline Dion                                            | 3:19                                                   |
| 2.                                                     | „Welcome to the Party”                                 | T.W. Pentz, V. Khan, K. Kharbouch, J. Donald, G. Garcia | Diplo feat. French Montana, Lil Pump, Zhavia Ward      | 3:01                                                   |
| 3.                                                     | „Nobody Speak”                                         | J. Davis, J. Meline, M. Render                          | DJ Shadow feat. Run the Jewels                         | 3:16                                                   |
| 4.                                                     | „In Your Eyes”                                         | P. Gabriel                                              | Peter Gabriel                                          | 5:29                                                   |
| 5.                                                     | „Take on Me (MTV Unplugged – Summer Solstice)”         | P. Waaktaar, M. Harket, M. Furuholmen                   | a-ha                                                   | 4:14                                                   |
| 6.                                                     | „If I Could Turn Back Time”                            | D. Warren                                               | Cher                                                   | 4:01                                                   |
| 7.                                                     | „9 to 5”                                               | D. Parton                                               | Dolly Parton                                           | 2:45                                                   |
| 8.                                                     | „All Out of Love”                                      | G. Russell, C. Davis                                    | Air Supply                                             | 4:03                                                   |
| 9.                                                     | „We Belong”                                            | D. Navarro, D.E. Lowen                                  | Pat Benatar                                            | 3:42                                                   |
| 10.                                                    | „Tomorrow”                                             | C. Strouse, M. Charnin                                  | Alicia Morton                                          | 2:30                                                   |
| 11.                                                    | „Mutant Convoy”                                        | T. Bates                                                | Tyler Bates                                            | 3:59                                                   |
| 12.                                                    | „Bangarang”                                            | S. Moore, S. Mitchell                                   | Skrillex feat. Sirah                                   | 3:35                                                   |
|                                                        |                                                        |                                                         |                                                        | 43:54                                                  |

| Deadpool 2 (Original Motion Picture Soundtrack) [Deluxe – Super Duper Cut] – 2018 | Deadpool 2 (Original Motion Picture Soundtrack) [Deluxe – Super Duper Cut] – 2018 | Deadpool 2 (Original Motion Picture Soundtrack) [Deluxe – Super Duper Cut] – 2018 | Deadpool 2 (Original Motion Picture Soundtrack) [Deluxe – Super Duper Cut] – 2018 | Deadpool 2 (Original Motion Picture Soundtrack) [Deluxe – Super Duper Cut] – 2018 |
| Nr                                                                                | Tytuł utworu                                                                      | Autor                                                                             | Wykonawca                                                                         | Długość                                                                           |
| --------------------------------------------------------------------------------- | --------------------------------------------------------------------------------- | --------------------------------------------------------------------------------- | --------------------------------------------------------------------------------- | --------------------------------------------------------------------------------- |
| 1.                                                                                | „Ashes”                                                                           | P. Martin, J. Smith, Tedd T                                                       | Céline Dion                                                                       | 3:19                                                                              |
| 2.                                                                                | „Welcome to the Party”                                                            | T.W. Pentz, V. Khan, K. Kharbouch, J. Donald, G. Garcia                           | Diplo feat. French Montana, Lil Pump, Zhavia Ward                                 | 3:01                                                                              |
| 3.                                                                                | „You Can’t Stop this Mother F***** (Choir Only Mix)”                              | T. Bates                                                                          | Tyler Bates                                                                       | 1:10                                                                              |
| 4.                                                                                | „Deadpool Rap (X-Force Remix)”                                                    | Teamheadkick                                                                      | Teamheadkick                                                                      | 2:20                                                                              |
| 5.                                                                                | „Nobody Speak”                                                                    | J. Davis, J. Meline, M. Render                                                    | DJ Shadow feat. Run the Jewels                                                    | 3:16                                                                              |
| 6.                                                                                | „In Your Eyes”                                                                    | P. Gabriel                                                                        | Peter Gabriel                                                                     | 5:29                                                                              |
| 7.                                                                                | „Take on Me (MTV Unplugged – Summer Solstice)”                                    | P. Waaktaar, M. Harket, M. Furuholmen                                             | a-ha                                                                              | 4:14                                                                              |
| 8.                                                                                | „If I Could Turn Back Time”                                                       | D. Warren                                                                         | Cher                                                                              | 4:01                                                                              |
| 9.                                                                                | „9 to 5”                                                                          | D. Parton                                                                         | Dolly Parton                                                                      | 2:45                                                                              |
| 10.                                                                               | „All Out of Love”                                                                 | G. Russell, C. Davis                                                              | Air Supply                                                                        | 4:03                                                                              |
| 11.                                                                               | „We Belong”                                                                       | D. Navarro, D.E. Lowen                                                            | Pat Benatar                                                                       | 3:42                                                                              |
| 12.                                                                               | „Tomorrow”                                                                        | C. Strouse, M. Charnin                                                            | Alicia Morton                                                                     | 2:30                                                                              |
| 13.                                                                               | „Mutant Convoy”                                                                   | T. Bates                                                                          | Tyler Bates                                                                       | 3:59                                                                              |
| 14.                                                                               | „Bangarang”                                                                       | S. Moore, S. Mitchell                                                             | Skrillex feat. Sirah                                                              | 3:35                                                                              |
| 15.                                                                               | „Ashes”                                                                           | P. Martin, J. Smith, Tedd T                                                       | Jordan Smith                                                                      | 3:11                                                                              |
| 16.                                                                               | „Love Hurts”                                                                      | B. Bryant                                                                         | The Osborne Brothers                                                              | 2:51                                                                              |
| 17.                                                                               | „Fight Dirty”                                                                     | E. Peterson, Guignol                                                              | Guignol, Mischief Brew                                                            | 4:02                                                                              |
| 18.                                                                               | „Fly Like an Eagle”                                                               | S. Miller                                                                         | Steve Miller Band                                                                 | 4:42                                                                              |
|                                                                                   |                                                                                   |                                                                                   |                                                                                   | 1:02:10                                                                           |

## Wydanie

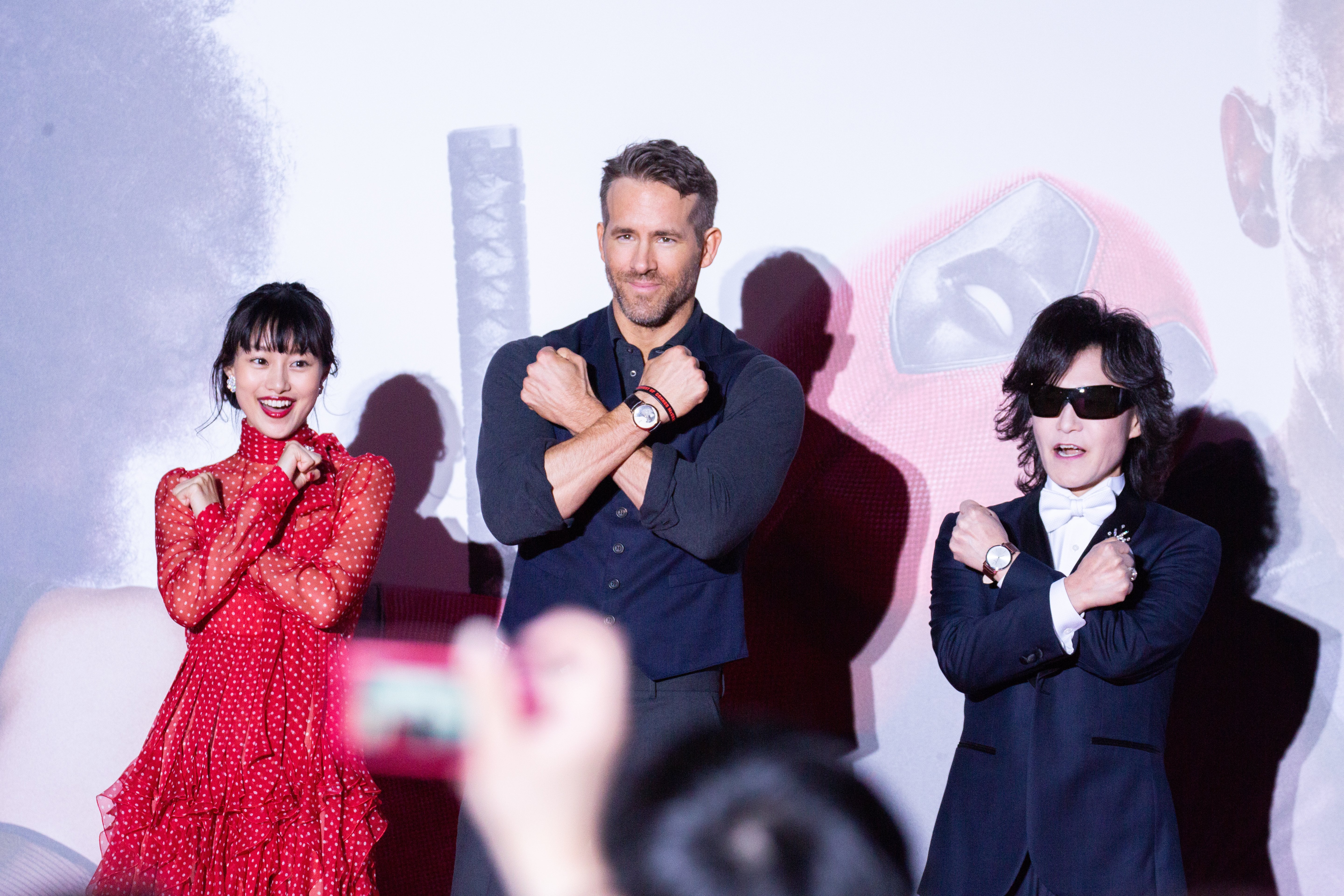
Ryan Reynolds, Shioli Kutsuna i Toshi podczas premiery w Tokio

Światowa premiera filmu Deadpool 2 odbyła się 10 maja 2018 roku w kinie Empire Casino na Leicester Square w Londynie, natomiast amerykańska 14 maja tego samego roku w Nowym Jorku. Podczas obu wydarzeń pojawiła się obsada i produkcja filmu, zaproszono też specjalnych gości. 29 maja obsada pojawiła się na uroczystej premierze filmu w Tokio.
Dla szerszej publiczności, zarówno w Stanach Zjednoczonych jak i w Polsce, film zadebiutował 18 maja 2018 roku. Początkowo amerykańska premiera zapowiedziana została na 1 czerwca tego samego roku.
Był sobie Deadpool
12 grudnia tego samego roku w kinach zadebiutowała przemontowana wersja filmu dla młodszego widza pod tytułem Był sobie Deadpool (oryg. Once Upon a Deadpool).

## Odbiór

### Box office
Deadpool 2 zarobił w weekend otwarcia łącznie ponad 300 milionów dolarów, w tym ponad 125 milionów w Stanach Zjednoczonych i Kanadzie. Łącznie zarobił ponad 780 milionów dolarów przy budżecie 110 milionów. W Ameryce uzyskał łączny przychód prawie 325 milionów, a w Polsce ponad 4,8 miliona.
Wersja Był sobie Deadpool zarobiła ponad 51 milionów dolarów, z czego w Ameryce ponad 6 milionów.

### Krytyka w mediach
Film spotkał się z pozytywną reakcją krytyków. W serwisie Rotten Tomatoes 84% z 420 recenzji uznano za pozytywne, a średnia ocen wystawionych na ich podstawie wyniosła 7,1/10. Na portalu Metacritic średnia ważona ocen z 51 recenzji wyniosła 66 punktów na 100. Natomiast według serwisu CinemaScore, zajmującego się mierzeniem atrakcyjności filmów w Stanach Zjednoczonych, publiczność przyznała mu ocenę A w skali od F do A+.
Richard Roeper z „Chicago Sun-Times” przyznał ocenę 3,5 na 4 i stwierdził, że „Deadpool 2 to niesamowita, mroczna zabawa od początku do końca, z kilkoma pokręconymi i bardzo zabawnymi efektami specjalnymi, fajnymi elementami produkcji i wspaniałą pracą zespołową”. Michael Phillips z „Chicago Tribune” napisał, że „Deadpool 2 jest prawie jak Deadpool, tylko bardziej. Właściwie jest trochę lepszy – zabawniejszy, bardziej pomysłowy niż przebój z 2016 roku (...) i bardziej konsekwentny w wybranym tonie i stylu: superpotężna komedia o szaleństwach”. Odmienne zdanie miał A.O. Scott z „The New York Times”, który stwierdził, że jest „coś tak lekko nieuczciwego w tej postaci, coś fałszywego w granicach wyznaczonych wokół jego sadyzmu i wściekłości. Deadpool 2 bawi się brzydotą i wykroczeniami, ale nie podejmuje żadnego twórczego ryzyka”.
Marcin Zwierzchowski z tygodnika „Polityka” napisał, że „nowa odsłona przygód bohatera z niewyparzoną gębą to klasyczny sequel. Z tym wyjątkiem, że jest co najmniej tak dobry jak pierwszy Deadpool”. Piotr Guszkowski z „Gazety Wyborczej” stwierdził, że „Deadpool 2 to kontynuacja ostrej komedii superbohaterskiej. Wyszłaby jeszcze lepiej, gdyby nie próbowała być na siłę taka fajna”. Łukasz Muszyński z portalu Filmweb napisał, że „Deadpool powrócił i znów dokazuje na całego: przerabia wrogów na kotlety siekane, pokazuje język współczesnej popkulturze, spędza sen z powiek strażnikom dobrego smaku. Trudno jednak oprzeć się wrażeniu, że artystyczna strategia, która w pierwszym filmie działała bez większych zarzutów, tym razem zaczęła szwankować. Zamiast rebelianckiego ducha z sequela bije bowiem głównie rutyna pomieszana z nieznośnym samozachwytem”. Natomiast Dawid Muszyński z NaEkranie.pl ocenił, że „Deadpool 2 może i nie jest już takim powiewem świeżości na rynku ekranizacji komiksowych jak w 2016, bo już dobrze wiemy, czego się po tym superłobuzie spodziewać. Ale wciąż jest to świetna rozrywka. Jazda bez trzymanki całe dwie godziny”.

### Nagrody i nominacje
| Rok  | Ceremonia                               | Kategoria                                                                       | Nominowani                                            | Rezultat  | Przypis |
| ---- | --------------------------------------- | ------------------------------------------------------------------------------- | ----------------------------------------------------- | --------- | ------- |
| 2018 | Teen Choice Awards                      | Ulubiony aktor lata                                                             | Ryan Reynolds                                         | Nominacja | [ 63 ]  |
| 2018 | Teen Choice Awards                      | Ulubiony aktor lata                                                             | Julian Dennison                                       | Nominacja | [ 63 ]  |
| 2018 | Teen Choice Awards                      | Ulubiona aktorka lata                                                           | Zazie Beetz                                           | Nominacja | [ 63 ]  |
| 2018 | People’s Choice Awards                  | Ulubiony film akcji                                                             | Deadpool 2                                            | Nominacja | [ 64 ]  |
| 2018 | People’s Choice Awards                  | Ulubiona gwiazda kina akcji                                                     | Ryan Reynolds                                         | Nominacja | [ 64 ]  |
| 2018 | Los Angeles Online Film Critics Society | Najlepszy blockbuster                                                           | Deadpool 2                                            | Nominacja | [ 65 ]  |
| 2018 | Los Angeles Online Film Critics Society | Najlepszy film akcji                                                            | Deadpool 2                                            | Nominacja | [ 65 ]  |
| 2018 | Los Angeles Online Film Critics Society | Najlepsza praca kaskaderów                                                      | Deadpool 2                                            | Nominacja | [ 65 ]  |
| 2018 | San Diego Film Critics Society          | Najlepszy aktor w komedii                                                       | Ryan Reynolds                                         | Nominacja | [ 66 ]  |
| 2018 | St. Louis Film Critics Association      | Najlepsza komedia                                                               | Deadpool 2                                            | Nominacja | [ 67 ]  |
| 2018 | Golden Schmoes Awards                   | Najlepsza komedia                                                               | Deadpool 2                                            | Wygrana   | [ 68 ]  |
| 2018 | Golden Schmoes Awards                   | Najfajniejsza postać                                                            | Josh Brolin jako Cable                                | Nominacja | [ 68 ]  |
| 2018 | Golden Schmoes Awards                   | Najlepsze wydanie Blu-ray                                                       | Deadpool 2                                            | Nominacja | [ 68 ]  |
| 2019 | Amerykańskie Stowarzyszenie Montażystów | Najlepszy montaż komedii                                                        | Craig Alpert, Dirk Westervelt, Elísabet Ronaldsdóttir | Nominacja | [ 69 ]  |
| 2019 | Golden Reel Awards                      | Najlepszy montaż dźwięku w filmie pełnometrażowym – efekty i imitacje dźwiękowe | Deadpool 2                                            | Nominacja | [ 70 ]  |
| 2019 | Denver Film Critics Awards              | Najlepsza komedia                                                               | Deadpool 2                                            | Nominacja | [ 71 ]  |
| 2019 | Houston Film Critics Society Awards     | Najlepsza piosenka                                                              | „Ashes” – Céline Dion                                 | Nominacja | [ 72 ]  |
| 2019 | GLAAD Media Awards                      | Najlepszy film szeroko rozpowszechniony                                         | Deadpool 2                                            | Nominacja | [ 73 ]  |
| 2019 | Critics’ Choice Movie Awards            | Najlepsza komedia                                                               | Deadpool 2                                            | Nominacja | [ 74 ]  |
| 2019 | Critics’ Choice Movie Awards            | Najlepszy film akcji                                                            | Deadpool 2                                            | Nominacja | [ 74 ]  |
| 2019 | Critics’ Choice Movie Awards            | Najlepszy aktor w komedii                                                       | Ryan Reynolds                                         | Nominacja | [ 74 ]  |
| 2019 | Online Film & Television Association    | Najlepszy filmowy zespół aktorski                                               | Deadpool 2                                            | Nominacja | [ 75 ]  |
| 2019 | Online Film & Television Association    | Najlepsza sekwencja tytułowa                                                    | Deadpool 2                                            | Nominacja | [ 75 ]  |
| 2019 | Prix Aurora Awards                      | Najlepsza wizualna prezentacja                                                  | Deadpool 2                                            | Wygrana   | [ 76 ]  |

## Anulowane kontynuacje i spin-off, reboot Filmowego Uniwersum Marvela
W listopadzie 2016 roku, podczas prac nad Deadpoolem 2, 20th Century Fox zaczęło planować jego kontynuację. Studio również brało pod uwagę nowego reżysera, a Ryan Reynolds miał powrócić w tytułowej roli. Po premierze sequela ujawniono, że trwają prace również nad jego spin-offem, X-Force.
W 2019 roku The Walt Disney Company sfinalizował transakcję zakupu 21st Century Fox, wskutek czego wszystkie filmy studia związane z franczyzą filmową o X-Menach zostały anulowane, włączając w to X-Force i dotychczasową wersję Deadpool 3, a Marvel Studios przejęło kontrolę nad postaciami. Prezes Disneya, Robert Iger, poinformował, że postać zostanie włączona do Filmowego Uniwersum Marvela. W październiku 2019 roku Rhett Reese i Paul Wernick poinformowali, że scenariusz jest gotowy i czeka na zatwierdzenie. W grudniu Reynolds potwierdził, że w Marvel Studios trwają prace nad kolejnym filmem o Deadpoolu z nim w roli głównej. W listopadzie 2020 roku Wendy Molyneux i Lizzie Molyneux-Logelin zostały zatrudnione do napisania scenariusza. W marcu 2022 roku poinformowano, że Shawn Levy został zatrudniony na stanowisko reżysera oraz że Reese i Wernick ponownie zajęli się scenariuszem. Pod koniec września zapowiedziano, że Deadpool & Wolverine zadebiutuje w 2024 roku oraz że obok Reynoldsa zagra Hugh Jackman jako Wolverine.